# Phare de Rotten Island
Le phare de Rotten Island est un phare situé l'île de Rotten Island, en baie de Donegal, pour guider vers le port de Killybegs du Comté de Donegal (Irlande). Il est géré par les Commissioners of Irish Lights (CIL).

## Histoire
Le commandement du Her Majesty's Coastguard demanda le 21 avril 1832 qu'une lumière soit placée sur Drumanoo Point. George Halpin (en), inspecteur des services a convenu qu'une lumière était nécessaire, mais il a recommandé Rotten Island. Trinity House approuva cette demande en 1833.
Le phare et les maisons des gardiens ont été conçus par George Halpin et les travaux ont été effectués sous son inspection. La tour conique tronqué de granit haute de 14 m a est peinte en blanc. La lumière d'origine était un objectif catroptique de troisième ordre, à une élévation de 50 m au-dessus de l'eau et visible par temps clair sur 12 milles. Il a été mis en fonction le 1er septembre 1838 avant l'achèvement total des travaux. Le 15 septembre 1836, trois hommes se sont noyés sur le rocher, en revenant du travail, lors d'un chavirage.
En 1910, la lumière fixe a été changée par une lentille dioptrique de cinquième ordre, d'un flash clignotant toutes les trois secondes à partir du 13 décembre 1910.
La station a été automatisée le 7 janvier 1959 avec une lentille dioptrique de quatrième ordre avec réfracteur cylindrique. La puissance de la lumière ne convenant pas, elle a été convertie à électricité le 1er février 1963 avec un flash toutes les trois secondes. Le 1re février 1965 le flash est passé à toutes les 4 secondes. Elle n'est accessible que par bateau.